# Rocha do Navio
Pour les articles homonymes, voir Navio.
Rocha do Navio est  un village et un site naturel côtier, au pied des falaises de la côte de Santana à Madère.

## Village
Le village de Rocha do Navio est constitué d'une dizaine de maisons. En dehors des périodes de vendanges, il est quasiment inhabité.

## Accès
Le site est accessible uniquement par un sentier escarpé et par un téléphérique local équipé d'une seule cabine à 4 personnes.

## Protection
Le site est classé dans la réserve naturelle de Rocha do Navio (Reserva Natural do Sítio da Rocha do Navio) qui fait partie du parc naturel de Madère.

## Quelques vues du site

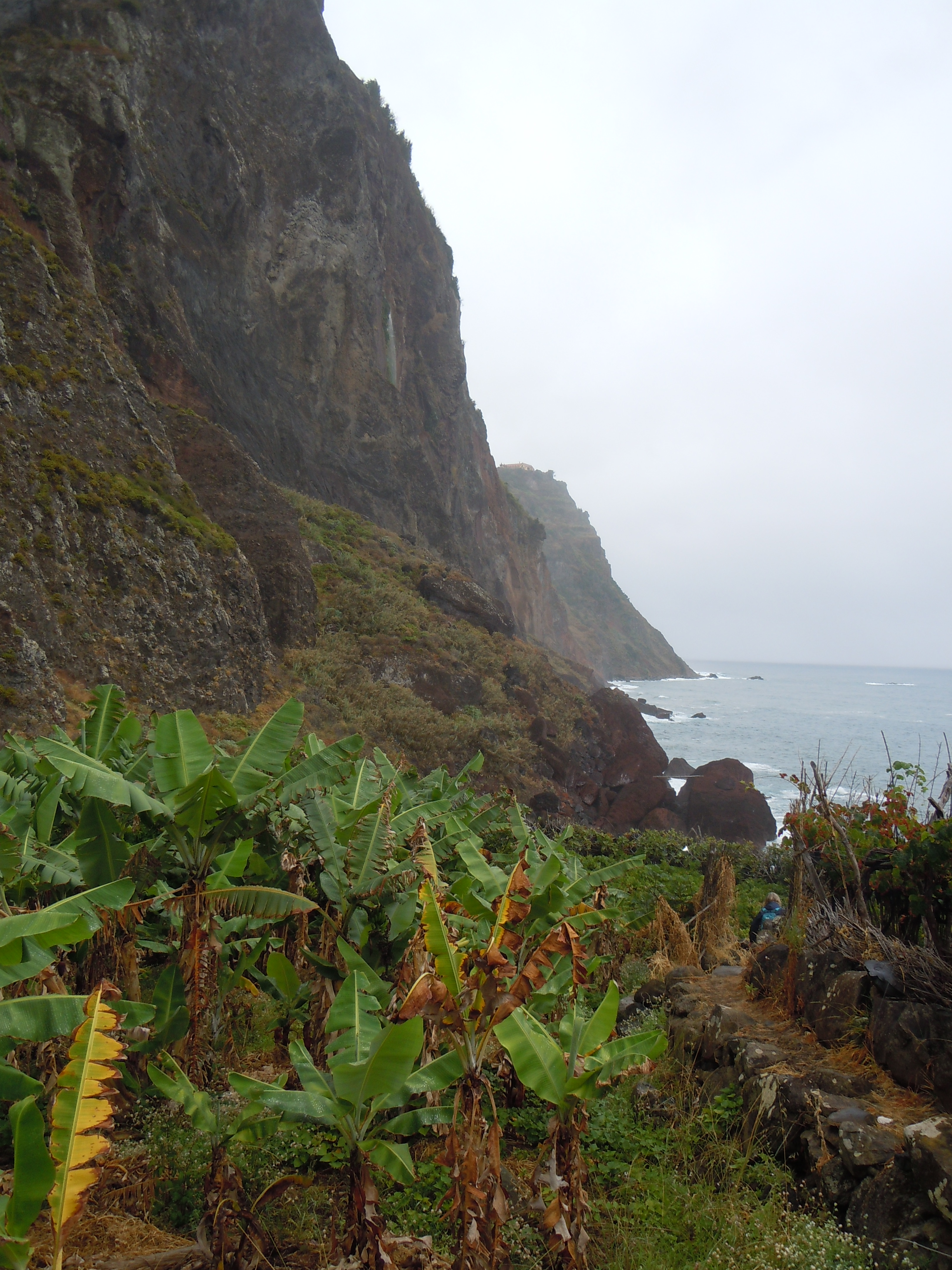
Vue de la côte de Rocha do Navio
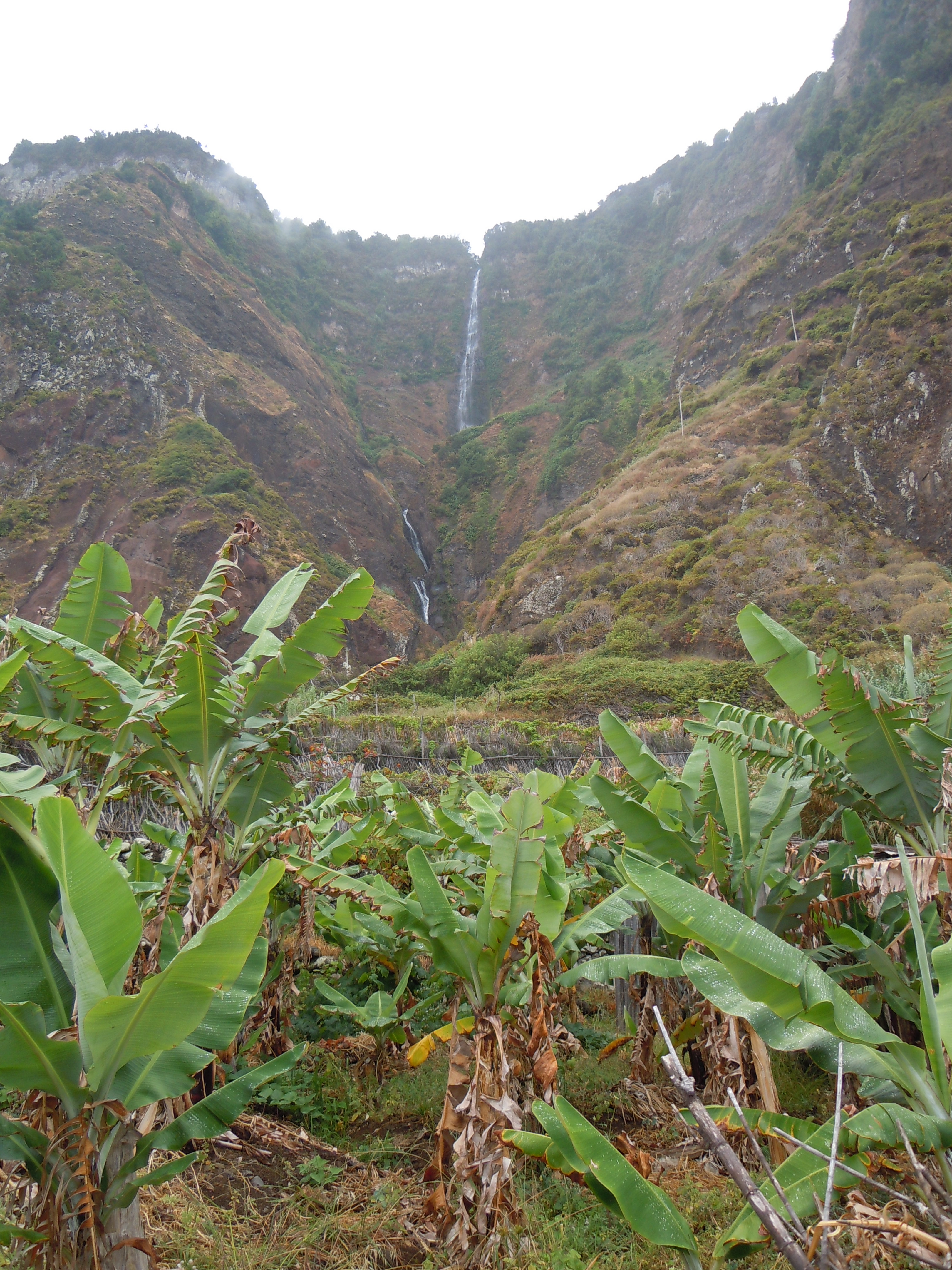
Jardins et plantations de bananes.
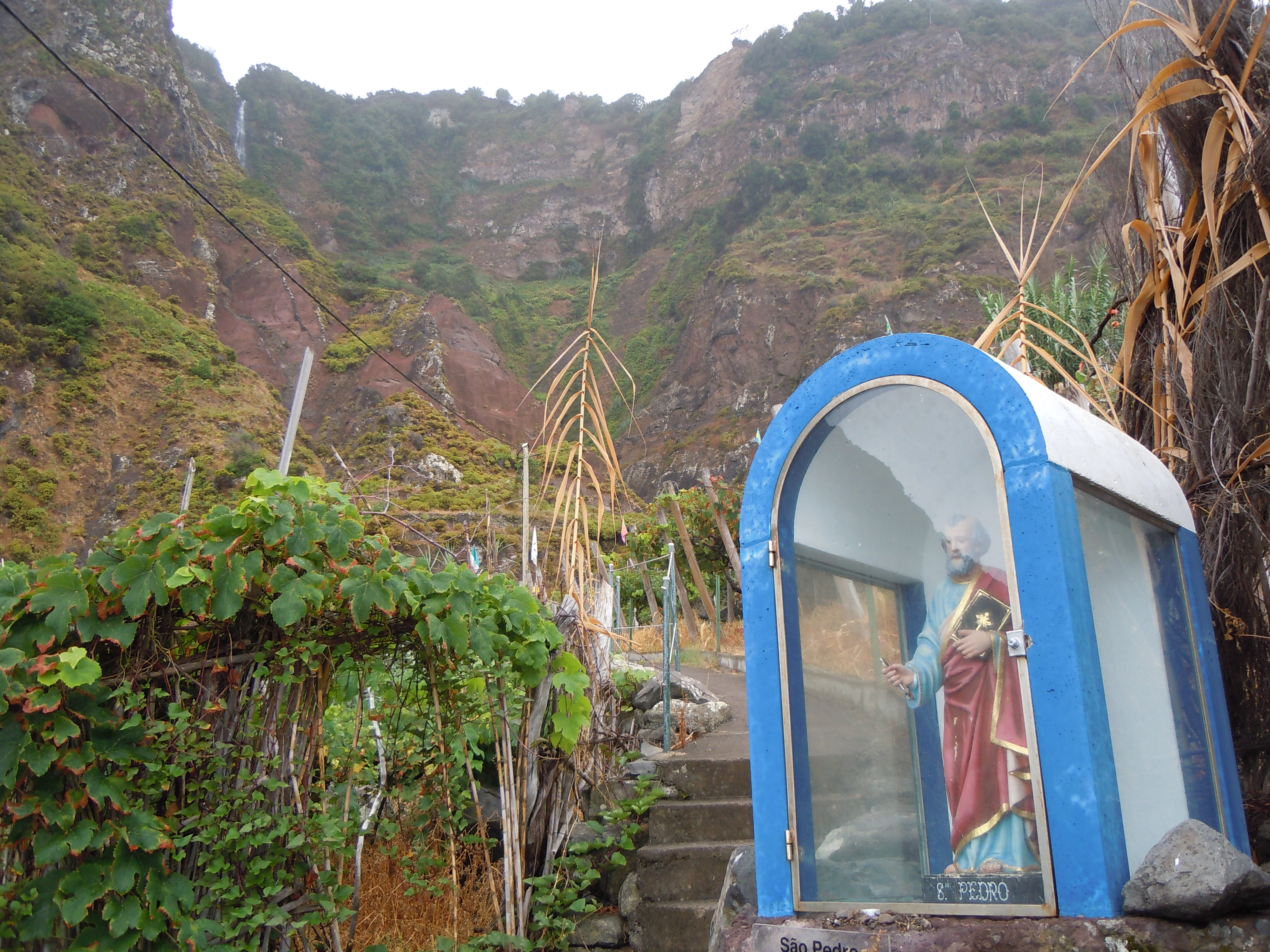
Sanctuaire dédié à Saint Pierre
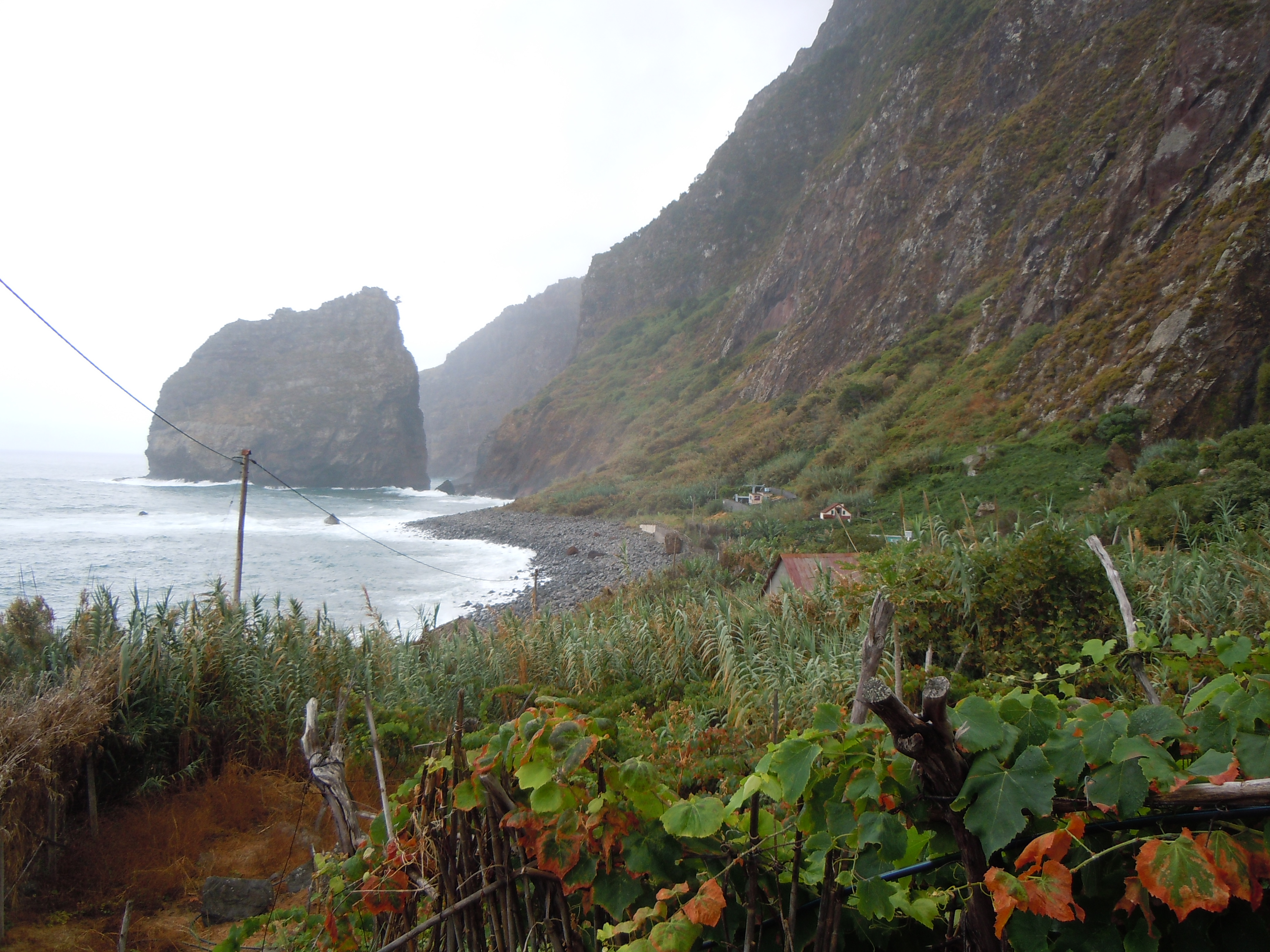
Îlot de Rocha do Navio.